# البيئة السياسية النسوية
البيئة السياسية النسوية هي رؤية نسوية للبيئة السياسية مستمدة من نظريات ما بعد البنيوية والجغرافيا النسوية والبيئة الثقافية. تبحث البيئة السياسية النسوية عن مكانة الجنس في المساحة البيئية السياسية وترى الجنس كعامل في العلاقات السياسية والبيئية. ومن المجالات المحددة التي تركز عليها النسوية نجد التنمية والطبيعة واستغلال الموارد والإصلاح الزراعي والتحضر(هوفوركا 2006: 206). ويقترح مناصرو البيئة السياسية النسوية أن الجنس متغير أساسي -فيما يخص الطبقة الاجتماعية والعرق وآفاق أخرى لبيئة الحياة السياسية- وتشكيل مدخل للسيطرة على الموارد الطبيعية والتعرف عليها. 